# Hygin le Gromatique
Pour les articles homonymes, voir Hygin.
Hygin le Gromatique (en latin Hyginus Gromaticus) était, comme son cognomen l'indique, un arpenteur romain.
Il est totalement inconnu. Ce surnom de Gromaticus fut attribué ultérieurement par des philologues pour le distinguer de l'Hygin Maior et du pseudo-Hygin, l'auteur du traité sur les camps militaires romains, De munitionibus castrorum, qui lui fut précédemment attribué ; le lexique des deux auteurs est trop différent cependant. Le problème du surnom de Gromatique est que les deux autres Hygin homonymes le sont également. Plusieurs indices peuvent néanmoins cerner le contexte. Sa référence à la clementia et son éloge de la stabilité politique, ainsi que plusieurs références aux Res Gestae, semblent situer sa carrière sous le règne d'Auguste. La datation est imprécise : Hygin faisant référence aux subseciva, les parcelles non attribués et pourtant occupées, dont la récupération houleuse ne commença que sous Vespasien, il est probable que le traité est publié sous son principat en 75-77 ; il se peut qu'il ait publié le traité sous Trajan.
Son traité se nomme constitutio limitium ou De limitibus constituendis, exposé professoral et manuel d'enseignement pratique, peu structuré. Le statut du texte (manuel scolaire ou compilation de notes de lectures) reste débattu. Ce traité sur le droit des bornages définit les modes d'élaboration des plans (formæ) et autres documents qui consignent les résultats des opérations de centuriation, pour résoudre les conflits entre propriétaires, théorisant d'après l'expérience.